# Haithem Sebbat
Haithem Sebbat (* 26. August 1997) ist ein algerischer Leichtathlet, der im Weit- und Dreisprung an den Start ging.

## Sportliche Laufbahn
Erste internationale Erfahrungen sammelte Haithem Sebbat im Jahr 2015, als er bei den Juniorenafrikameisterschaften in Addis Abeba mit 15,39 m die Goldmedaille im Dreisprung gewann. Im Jahr darauf belegte er bei den Arabischen Juniorenmeisterschaften in Tlemcen mit 14,46 m den fünften Platz und 2024 belegte er bei den Arabischen Meisterschaften in Oran mit 16,02 m den vierten Platz.
In den Jahren 2019 und 2022 wurde Sebbat algerischer Meister im Dreisprung sowie 2019 auch im Weitsprung.

## Persönliche Bestleistungen
- Weitsprung: 7,46 m (+2,0 m/s), 13. Juli 2018 in Algier
- Dreisprung: 16,05 m (+1,6 m/s), 10. März 2023 in Algier